# Alexandru Emanoil Florescu
Alexandru Emanoil Florescu (n. 22 ianuarie 1822, Brașov, Imperiul Austriac – d. 1907) a fost un om politic din Țara Românească și România, ministru al Lucrărilor publice și în corpul de Control al guvernului în Guvernul Barbu Catargiu, primul guvern unic al Principatelor Unite reunite (între 22 ianuarie și 24 iunie 1862). 
Alexandru Emanoil Florescu a fost fratele mai mic al generalului Ioan Emanoil Florescu, un alt important om politic român și militar de carieră.

## Biografie
Florescu provenea dintr-o familie boierească; tatăl lui, Manolache, a fost vornic, în timp ce mama lui a fost Tinca Faca. A fost fratele mai mic al generalului Ioan Emanoil Florescu. Născut la Brașov, în Transilvania, pe atunci o regiune a Imperiului Austriac, a plecat la București, capitala Munteniei, unde a studiat la Colegiul Sfântul Sava. A absolvit în anul 1840 și a devenit apoi copist de acte la secretariatul de stat, fiind promovat mai târziu în funcția de secretar. În 1846 s-a dus la Paris, unde a studiat dreptul timp de doi ani. După înăbușirea Revoluției Române din 1848, s-a întors în Muntenia și a fost numit de mai multe ori ca prefect al județului și prefect de poliție al orașului București.

## Viață politică
În anii premergători Unirii Principatelor, pe care a susținut-o, Florescu a fost director în Ministerul de Interne și, în 1857, a fost ales deputat în Divanul ad-hoc al Munteniei. El a făcut parte din primul guvern unic al Principatelor Române, condus de Barbu Catargiu, și a servit ca ministru al controlului (24 martie - 24 iunie 1862) și ministru ad-interim al lucrărilor publice (7 - 24 iunie 1862). În guvernul care a succedat aceluia condus de Barbu Catargiu, condus de Nicolae Crețulescu, a fost ministrul lucrărilor publice (24 iunie - 7 iulie 1862).
Florescu a îndeplinit funcția de președinte al Adunării Deputaților din decembrie 1864 până în iunie 1865. A fost ales în mai multe legislaturi ca deputat și senator.

## Viață personală
Alexandru Emanoil Florescu a fost căsătorit cu Elena Manu. Cuplul a avut un fiu și trei fiice.